# Michael Jordan
Michael Jeffrey Jordan (ur. 17 lutego 1963 w Nowym Jorku) – amerykański koszykarz występujący na pozycji rzucającego obrońcy, sześciokrotny mistrz NBA, dwukrotny złoty medalista olimpijski, członek Koszykarskiej Galerii Sław. W latach 2006–2023 współwłaściciel klubu Charlotte Hornets.
Michael Jordan zajął drugie miejsce (za Babe Ruthem) w plebiscycie Associated Press na największych sportowców XX wieku. Ta sama agencja wybrała go najlepszym koszykarzem XX wieku. W głosowaniu telewizji ESPN grupa dziennikarzy, sportowców i działaczy wybrała Jordana największym sportowcem Ameryki Północnej XX wieku (przed Babe Ruthem i Muhammadem Ali).

## Życiorys
Rodzina Jordana pochodziła z Karoliny Północnej, gdzie mieszkał jego pradziadek, Dawson. W 1962 rodzice Michaela, James i Deloris z d. Peoples, przenieśli się do Nowego Jorku, gdzie James uczęszczał na kurs mechaniki i hydrauliki, a Deloris pracowała w banku. Tam też urodził się Michael. Po niecałych dwóch latach rodzina wróciła do Karoliny. Michael wychował się początkowo w Wallace, a potem w Wilmington, gdzie ojciec pracował w elektrowni, a matka w banku. Ma dwóch starszych braci, Larry’ego i Jamesa Raymonda Jr. (Ronniego), oraz dwie siostry – starszą Deloris i młodszą Roslyn.

Podczas nauki w szkole podstawowej w Wilmigton najbardziej interesował się baseballem, a w koszykówkę grywał z bratem, na boisku wybudowanym za domem. Starszy i mocniej zbudowany Larry nieustannie go ogrywał. W szkole grał w drużynach footballowej, baseballowej i wreszcie koszykarskiej. Kiedy wybrał się do szkoły średniej Emsley A. Laney High School, początkowo nie dostał się do szkolnej drużyny koszykarskiej. W następnej klasie urósł ponad 10 cm i zaczął występować w szkolnej drużynie na pozycji skrzydłowego. Wtedy właśnie wybrał numer 23, o połowę mniejszy od numeru 45, który nosił Larry. 

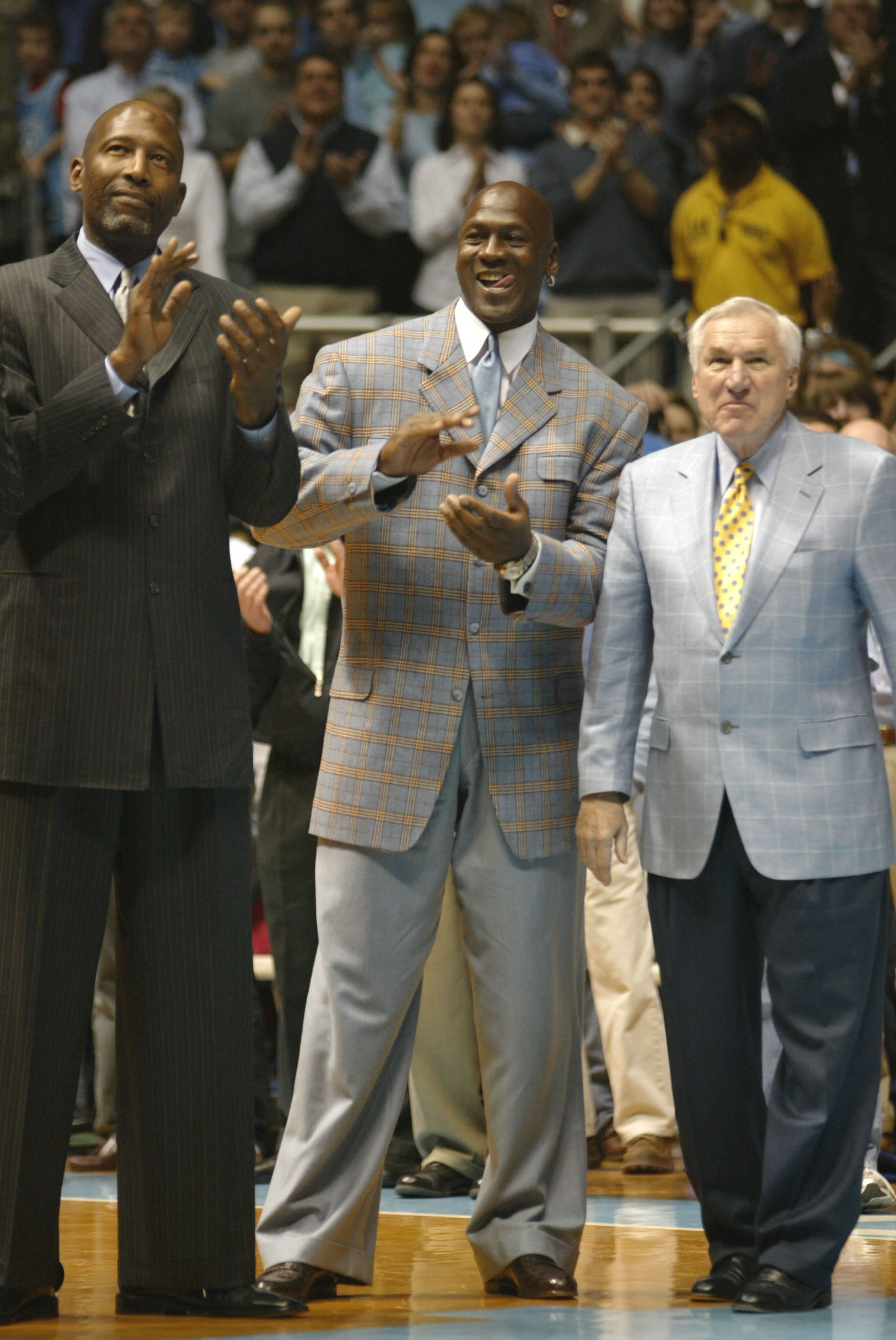
James Worthy, Michael Jordan i były trener Tar Heels Dean Smith w 2007.

W 1981 wystąpił w meczu gwiazd amerykańskich szkół średnich – McDonald’s All-American.
W listopadzie 1981. rozpoczął naukę w znanym college’u North Carolina at Chapel Hill. W tamtejszej drużynie koszykarskiej spotkał dwóch wybitnych zawodników – Jamesa Worthy’ego i Sama Perkinsa. 29 marca 1982 drużyna Tar Heels z pierwszoroczniakiem Jordanem w składzie zwyciężyła w finale mistrzostw NCAA, a Jordan oddał decydujący o zwycięstwie rzut na kilkanaście sekund przed końcem. Przeciwnikami była drużyna Georgetown, prowadzona przez Patricka Ewinga. Po skończeniu szkoły przez Worthy’ego drużyna nie odnosiła już takich sukcesów, ale talent Jordana rozwijał się – w 1984 został wybrany akademickim graczem roku (College Player of the Year). Wtedy też, rok przed dyplomem, opuścił uczelnię i przystąpił do draftu NBA. W 1986, w trakcie długiej przerwy spowodowanej kontuzją, Jordan wrócił na uczelnię i dokończył studia, zdobywając dyplom w dziedzinie geografii.

### Początki w NBA:  Chicago Bulls (1984–1993; 1995–1998)
Jak na koszykarza, Jordan miał skromną posturę i został wybrany dopiero z 3. numerem draftu 1984 przez Byki. Jako pierwszoroczniak szybko stał się gwiazdą ligi, ze względu na widowiskowy, ofensywny styl gry. Wystąpił w meczu gwiazd, w którym zdobył 7 pkt. w ciągu 22 minut gry. W sezonie zasadniczym był liderem drużyny, zdobywając średnio około 28 punktów, 6,5 asysty, 5,9 zbiórki i 2,4 przechwytu. Na koniec sezonu został uhonorowany nagrodą dla najlepszego pierwszoroczniaka ligi, został także wybrany do drugiej piątki ligi. Doprowadził Byki do fazy play-off z bilansem 38-44, chicagowska drużyna nie zdołała jednak pokonać Milwaukee Bucks i odpadła w pierwszej rundzie tej fazy. Wcześniej, 12 lutego 1985, w meczu przeciwko Detroit Pistons, ustanowił swój rekord, zdobywając aż 49 punktów.

### Pierwsze sezony
W następnym sezonie (1985/1986) złamał kość w stopie i opuścił 64 mecze. To był sezon, w którym miał najdłuższą przerwę, grał w niewielu meczach i średnio po ok. 25 minut. W ciągu 18 rozegranych meczów zaliczał średnią 22,7 punktów na mecz, 2,9 asyst i 3,6 zbiórek. Został mimo tego wybrany do Meczu Gwiazd, ale nie wystąpił w nim z powodu kontuzji. Mimo iż Jordan prawie wcale nie grał, to i tak jego drużyna weszła do play-off, gdzie jednak zespół Boston Celtics pokonał ich w pierwszej rundzie 3:0 (Celtowie zostali później mistrzami tego sezonu). Podczas drugiego meczu fazy play-off z drużyną z Bostonu, Air praktycznie sam doprowadził do dwóch dogrywek, zdobywając 63 punkty (co jest rekordem punktowym play-offs nie pobitym aż do dziś). W tych play-offach notował średnio 43,7 punktu na mecz.
Kolejny sezon (1986/1987) był dla niego udany – wspomagany przez, wybranego właśnie w drafcie, Scottiego Pippena, zaliczył swoją najwyższą w karierze średnią punktową – 37,1 punktu na mecz i po raz pierwszy został zwycięzcą klasyfikacji na najlepszego strzelca ligi. Jednocześnie stał się pierwszym zawodnikiem od czasów Wilta Chamberlaina, któremu udało się zdobyć ponad 3 tysiące punktów w sezonie. W ciągu całego sezonu Jordan zdobywał 40 i więcej punktów aż 37 razy, w tym dziewięć razy z rzędu (od 28 listopada 1986, podczas meczu z Los Angeles Lakers, do 12 grudnia 1986, podczas meczu z Milwaukee Bucks). Te osiągnięcia są gorsze tylko od wyników Chamberlaina. Oprócz tego stał się pierwszym zawodnikiem w historii, który zaliczył 200 przechwytów oraz 100 bloków w jednym sezonie. Po raz pierwszy w karierze wybrano go także do pierwszej piątki ligi. 26 lutego 1987 w spotkaniu przeciwko New Jersey Nets, zdobył 58 punktów, a 16 kwietnia w spotkaniu przeciwko Atlancie zaliczył 61 punktów, tym samym kolejny raz wpisał się na listę zawodników NBA którzy zdobyli 60 i więcej punktów w jednym meczu. Podczas weekendu gwiazd, wygrał konkurs Slam Dunków i zagrał w Meczu Gwiazd. Po zakończeniu rozgrywek uplasował się na drugiej pozycji w plebiscycie na MVP sezonu.

### Syndrom Pistons

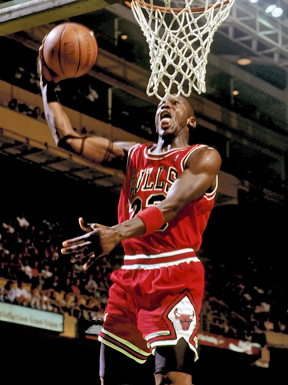
Michael Jordan w barwach Chicago Bulls

Sezon 1987/1988 był jeszcze bardziej owocny dla Jordana. Jego drużyna zanotowała 50 zwycięstw w fazie zasadniczej, a on sam czynił coraz większe postępy w grze. W tym sezonie notował średnio 35 punktów w meczu, kolejny raz wygrywając klasyfikację strzelców (drugą z kolei). Został wybrany także obrońcą roku – jedyny raz w swojej karierze i jedyny raz w historii NBA, kiedy najlepszy strzelec został jednocześnie najlepszym obrońcą. Po raz pierwszy wybrano go MVP sezonu, a podczas weekendu gwiazd stał się pierwszym zawodnikiem, któremu udało się obronić tytuł najlepiej dunkującego zawodnika podczas Slam Dunk Contest (później dokonał tego Jason Richardson, Nate Robinson i Zach LaVine). Sam mecz też zakończył sukcesem, czyli zdobyciem nagrody MVP All Star Game, po zdobyciu 40 pkt (miał okazję pod koniec meczu pobić wyczyn Wilta Chamberlaina w największej zdobyczy punktowej w All-Stars Game – 42 pkt – lecz nie chciał zdobyć ostatnich 2 pkt, pozwalając Wiltowi dalej cieszyć się rekordem). Oprócz wszystkich nagród, dostał się do pierwszej piątki ligi i pierwszej piątki obrońców. W fazie rozgrywek posezonowych Byki przeszły przez pierwszą rundę zwycięsko (3-2 z Cleveland Cavaliers), jednak w kolejnej rundzie gładko przegrały z Detroit Pistons 1-4. W tej fazie sezonu zanotował średnią 32,5 punktu na mecz, 2,89 przechwytu oraz rekordową liczbę asyst – 8 w meczu. Po sezonie Charles Oakley, przyjaciel Jordana, został sprzedany do New York Knicks. Obaj zawodnicy byli ze sobą zgrani, a samemu Jordanowi trudno było się pogodzić z tą zmianą.
25 stycznia 1989 przekroczył barierę 10 tys. punktów, na koniec sezonu 1988/1989 znowu został najlepszym strzelcem w całej lidze i został zapisany do pierwszych piątek: ligi i obrońców. W meczu All-Star zaliczył 28 punktów w 33 minuty, ale nie został MVP. Za to gazeta The Sporting News uznała go za sportowca roku w USA. W play-offach znowu zagrał z Cavs, którzy byli zdecydowanymi faworytami. Po ciężkiej walce w meczu numer 5 Bulls wygrali, a przy stanie meczu 100-99 dla Cavs w ostatnim momencie spotkania Jordan oddał rzut ponad broniącym Craigiem Ehlo, zapewniając swojej drużynie wygraną i awans do kolejnej rundy. Wielu fachowców uważa, że właśnie ten rzut, nazwany „The Shot”, otworzył Bykom drogę do przyszłego mistrzostwa NBA. Po 6 zaciętych meczach z Knicksami, przeszli do dalszej fazy rozgrywek. W finale konferencji Chicago uległo jednak 2-4 Tłokom z Detroit. Zajął też drugie miejsce w głosowaniu na MVP sezonu.
Sezon 1989/1990 przyniósł drużynie nowego trenera, Phila Jacksona, który zaliczany jest do najlepszych trenerów NBA w historii. Jordan mocno zżył się z nowym szkoleniowcem (kiedy Jackson odszedł w 1998, Michael Jordan odszedł razem z nim). Pod okiem Jacksona Bulls zakończyli sezon z bilansem 55-27, a Jordan kolejny raz wygrał klasyfikację strzelców (33,6 punktu na mecz) oraz klasyfikację najlepiej przechwytujących (2,77 na mecz). Wybrano go do pierwszej piątki ligi i pierwszej piątki obrońców. 28 marca 1990 Michael Jordan uzyskał swój najlepszy wynik w karierze (w meczu z dogrywkami), rzucając Cleveland Cavaliers 69 punktów. Wystąpił także w meczu gwiazd. W finale konferencji Byki już po raz kolejny uznały wyższość Pistons. Dla samego Jordana te rozgrywki były dobre, notował w play-offach średnio 36,7 punktu na mecz.

### Pierwsze trzy tytuły mistrzowskie
Do kolejnego sezonu (1990/1991) Jordan przygotowywał się poświęcając całe wakacje. Motywowany przez Phila Jacksona zaczął grać bardziej zespołowo, nie koncentrując się tylko na zaliczaniu indywidualnych osiągnięć. Ta strategia przyniosła efekty. Jego drużyna na koniec sezonu zaliczyła 61 wygranych (wtedy rekord klubowy). W tym sezonie zanotował średnią 31,5 punktu na mecz, 11-krotnie przekraczając barierę 40 punktów w meczu. Przyniosło mu to drugi w karierze tytuł MVP ligi. Kolejny raz był w pierwszej piątce ligi i pierwszej piątce obrońców. Jak co roku Mike wystąpił podczas meczu gwiazd. W fazie pucharowej Byki nie miały sobie równych, pokonując m.in. Knicks i Philadelphię, a w finale konferencji po raz kolejny spotkały się z Detroit, tym razem wygrywając bez większych problemów 4-0, kończąc tym samym dominację „Tłoków” na Wschodzie. W finale ligi, choć przegrali pierwszy mecz z Los Angeles Lakers Magica Johnsona, łatwo wygrali następne 4 i zdobyli, pierwsze w historii, mistrzostwo. Michael został MVP finałów. Zdobywał średnio 31,1 punktu, 6,4 zbiorki i 8,4 asyst.
W następnym sezonie (1991/1992) drużyna z Chicago znów odnotowała postęp, wygrywając 67 spotkań, a Jordan trzeci raz zdobył tytuł MVP sezonu, dołączając do tego pierwszą piątkę ligi i pierwszą piątkę obrońców. Jego średnia wyniosła 30,1 punktu na mecz. W fazie play-off kolejno wygrywali z Miami Heat, NY Knicks i Cavs. W finale czekała ich potyczka z, prowadzonymi przez Clyde Drexlera, Portland Trail Blazers. Po 6 meczach obronili mistrzostwo, a Jordan, notując średnio 34,5 punktu, drugi raz z rzędu został MVP finałów.
Latem razem z Dream Teamem (pol. „Drużyna Marzeń”) zagrał na Igrzyskach w Barcelonie. Wtedy po raz pierwszy w historii koszykówki drużyna amerykańska składała się wyłącznie z zawodowych zawodników parkietów NBA (wliczając w to świeżo wybranego w drafcie Christiana Laettnera). Drużyna przywiozła złoty medal wygrywając każdy mecz średnio różnicą aż 40 pkt.
W kolejnym sezonie (1992/1993) Bykom nie szło tak dobrze, wielu doszukiwało się przyczyn tego stanu rzeczy w zmęczeniu dwóch najważniejszych zawodników, czyli Jordana i Scottie Pippena, których udział w igrzyskach w Barcelonie po bardzo absorbującym (składającym się z 82 spotkań + play-offs) sezonie bardzo osłabił fizycznie. Wygrali tylko 57 spotkań, Jordan notował średnio 32,6 punktu zdobywając 7. raz z rzędu tytuł króla strzelców ligi. W meczu gwiazd zdobył 30 punktów nie zdobywając tytułu MVP głównie dlatego, że jego drużyna (Wschód) nie wygrała meczu, a z reguły tytuł ten przypada zawodnikowi z drużyny zwycięskiej. Pierwsze 2 rundy play-off Byki przeszły z łatwością, napotykając w finale konferencji zespół NY Knicks i tocząc z nimi jedne z najbardziej zaciętych serii w historii (ostatecznie wygrali 4-2 wychodząc ze stanu 0-2). Na koniec, w najbardziej ekscytującym finale dekady, spotkali się ze Słońcami z Phoenix, pod wodzą przyjaciela Jordana, Charlesa Barkleya. O mistrzostwie zadecydował rzut oddany nie przez Jordana, lecz przez Johna Paxsona, który na 3,9 sekundy przed końcem wykonał rzut za trzy punkty i zapewnił trzecie z kolei mistrzostwo ligi. Nie przeszkodziło to jednak Jordanowi w zdobyciu nagrody MVP oraz uzyskaniu najwyższej średniej finałów w historii 41,0 pkt na mecz, bijąc poprzedni – 40,8 Elgina Baylora. Zajął też ex aequo drugie miejsce w głosowaniu na obrońcę roku NBA.

### Przerwa w karierze
6 października 1993 po 9 sezonach Jordan ogłosił swoje odejście. Chcąc spełnić marzenie swego niedawno zmarłego ojca, który zawsze pragnął, aby jego syn był gwiazdą MLB, Michael Jordan spróbował swoich sił w baseballu. Ponieważ właściciel Byków Jerry Reinsdorf posiadał także Chicago White Sox, Jordan wybrał właśnie ten klub. Dodatkowo Reinsdorf postanowił nie rozwiązywać kontraktu Jordana z Bullsami przenosząc jego ważność na karierę baseballową. 7 lutego 1994 Jordan stał się graczem Chicago WS. Michael Jordan (występujący z numerem 45 na koszulce), z powodu umiejętności niewystarczających do gry w MLB, rozegrał cały sezon 1994 w drużynie Birmingham Barons (filialny klub White Sox, grający dwie klasy rozgrywkowe niżej), zdobywając w 127 meczach 46 punktów, 3 home runy i „kradnąc” 30 baz.
Po zakończeniu sezonu w lidze AA, jesienią 1994, wziął jeszcze udział w rozgrywkach AFL (Arizona Fall League), międzysezonowych zawodach dla graczy z niższych lig, w których reprezentował Scottsdale Scorpions.
Mimo starań, nie udało mu się osiągnąć sukcesu na miarę tego z NBA i 10 marca 1995 zakończył przygodę z baseballem. Wrócił do Chicago Bulls pod koniec sezonu 1994-95 i rozegrał 17 spotkań rzucając średnio 26,9 punktów na mecz. Było jednak za późno, by drużyna odegrała znaczącą rolę w play-offach. Jednak w kolejnych latach Byki znów zdobyły trzy tytuły mistrzowskie z rzędu, a Jordan dominował na parkiecie.

### Wielki powrót
W sezonie 1995/1996 Byki, wzmocnione Tonim Kukočem, Dennisem Rodmanem oraz Ronem Harperem, zakończyły sezon ustanawiając rekord zwycięstw 72-10, pobity po 20 latach przez Golden State Warriors (73-9). Michael Jordan po raz kolejny zdobył tytuł króla strzelców, zdobywając 30,4 pkt, po raz drugi w karierze otrzymał także tytuł MVP meczu gwiazd i po raz czwarty tytuł MVP sezonu zasadniczego. W fazie play-off Byki deklasowały kolejnych rywali i zakończyły sezon zdobywając tytuł po rozgromieniu Seattle SuperSonics, prowadzonych przez Gary Paytona. W fazie pucharowej przegrali tylko 3 mecze, a w całym sezonie zaledwie 13. Jordan po raz czwarty otrzymał tytuł MVP Finałów, wyprzedzając w tej statystyce Magica Johnsona. Stał się także drugim zawodnikiem w historii (po Willisie Reedzie), który w jednym sezonie zdobył trzy tytuły MVP.
Michael Jordan zadedykował swój czwarty tytuł zmarłemu ojcu, gdyż rywalizację finałową Byki wygrały w Dzień Ojca (16 czerwca 1996). Po powrocie do NBA objawił się jako zawodnik dojrzalszy, jeszcze bardziej skoncentrowany na liderowaniu drużynie, jednak w dalszym ciągu potrafiący w decydujących momentach wziąć na siebie odpowiedzialność za wynik meczu.
Kolejny sezon był nieco spokojniejszy, Byki skończyły go wynikiem 69-13, a Jordan oddał tytuł MVP Karlowi Malone, z którym potem spotkał się w finale ligi. Jako król strzelców po raz pierwszy nie osiągnął granicy 30 punktów na mecz – zdobywając 29,6 pkt. Został za to wybrany do pierwszej piątki ligi oraz pierwszej piątki obrońców. Na uwagę zasługuje także triple-double osiągnięte przez Jordana w Meczu Gwiazd – było to pierwsze takie osiągnięcie w historii (drugie triple-double zanotował LeBron James w 2011, w meczu gwiazd w Los Angeles), które mimo to nie przyniosło mu tytułu MVP tych zawodów. W serii pojedynków finałowych z silnymi Utah Jazz, emocjonujący był zwłaszcza mecz nr 5, kiedy Jordan poprowadził swoją drużynę do zwycięstwa mimo poważnego osłabienia z powodu gorączki i odwodnienia organizmu po infekcji wirusowej. Po zdobyciu 38 punktów, w tym decydującego rzutu za 3 niecałą minutę przed końcem, został zniesiony przez kolegów z boiska. Całą serię Byki wygrały 4-2, a „Air” po raz piąty został okrzyknięty MVP finałów.
W sezonie 1997/1998 Byki nie grały już tak efektownie – kończąc go bilansem 62-20, a Michael Jordan po raz dziesiąty zwyciężył w klasyfikacji strzelców, zdobywając 28,7 pkt. Mimo najniższej od lat średniej, odzyskał tytuły MVP sezonu zasadniczego (po raz piąty w karierze) oraz Meczu Gwiazd. Został oczywiście wybrany do pierwszej piątki ligi oraz pierwszej piątki obrońców. W fazie play-off przyciągnęła uwagę zwłaszcza finałowa potyczka konferencji wschodniej, gdzie zmierzył się ze swoim rywalem – Reggie Millerem i jego Indianą. Po ciężkiej walce Byki zwyciężyły 4-3.
W swoim ostatnim finale ligi Jordan po raz kolejny stoczył pojedynek z gwiazdami Utah Jazz – Karlem Malone i Johnem Stocktonem. Pierwszy mecz zakończył się wygraną Jazz po dogrywce, którzy dzięki łatwemu zwycięstwu 4:0 nad Los Angeles Lakers w finale konferencji, mieli więcej czasu na regenerację sił przed starciem o tytuł niż Bulls, którzy stoczyli męczący pojedynek z Indiana Pacers. Jednak w kolejnym spotkaniu zwyciężyli goście i seria przeniosła się do Chicago przy stanie 1:1. Po pierwszym z trzech ostatnich meczów Jordana przed własną publicznością, Byki objęły prowadzenie, gromiąc swoich rywali aż 96:54. Będąc górą również w kolejnym spotkaniu, od ostatecznego triumfu dzieliło ich już tylko jedna wygrana. Przed spotkaniem numer 5 w hali United Center rozpoczęło się świętowanie, jednak gospodarze niespodziewanie przegrali. Stało się jasne, że wszystko rozstrzygnie się na boisku w Utah. Jazzmani robili wszystko by wyrównać stan rywalizacji. Na 16 sekund przed końcem spotkania prowadzili 86:85 i posiadali piłkę w ataku, gdy Michael Jordan wybił ją z rąk Karla Malone, przeprowadził indywidualną akcję i z 6 metrów trafił do kosza dając zwycięstwo swojej drużynie. Po zdobyciu szóstego sygnetu i szóstego tytułu MVP Finałów (niepobity do dziś rekord), opuścił drużynę wraz z trenerem, Philem Jacksonem, a wielka dynastia w Chicago rozpadła się.

### Washington Wizards (2001–2003)
Michael Jordan nie wytrzymał jednak rozbratu z koszykówką. Wrócił do NBA, najpierw jako członek zarządu Washington Wizards, by później w sezonach 2001/2002 i 2002/2003 ponownie założyć koszulkę z numerem 23, tym razem jako gwiazdor drużyny z Waszyngtonu. Jednak mimo jego wysiłków drużyna nie była na tyle mocna, aby w ciągu tych dwóch lat przynajmniej awansować do play-off. Nawet dobry występ w Meczu Gwiazd w wieku 40 lat nie był w stanie osłodzić mu porażek i jego legenda dobiegła końca. 7 maja 2003 właściciel Wizards Abe Pollin zwolnił Jordana ze stanowiska dyrektora ds. operacji koszykarskich.

### Sportowa emerytura
Michael Jordan jest stałym uczestnikiem pokazowych turniejów golfa, promuje odzież sportową Jordan Brand, jeździ także na motocyklach. Od 2004 jest właścicielem profesjonalnego zespołu motocyklowego. Zajmuje się także działalnością charytatywną.
W czerwcu 2006 Jordan stał się właścicielem części udziałów oraz członkiem zarządu ds. operacji koszykarskich w klubie NBA Charlotte Bobcats (od 2014 klub powrócił do nazwy Hornets). Od 2010 był większościowym właścicielem klubu. W 2023 sprzedał Hornets za kwotę 3 miliardów dolarów. Dzięki sprzedaży znalazł się na 379. miejscu na liście 400 najbogatszych ludzi w Stanach Zjednoczonych opublikowanej przez Forbesa, stając się pierwszym w historii sportowcem umieszczonym na zestawieniu.
11 września 2009 Jordan został włączony do Basketball Hall of Fame.

## Osiągnięcia sportowe

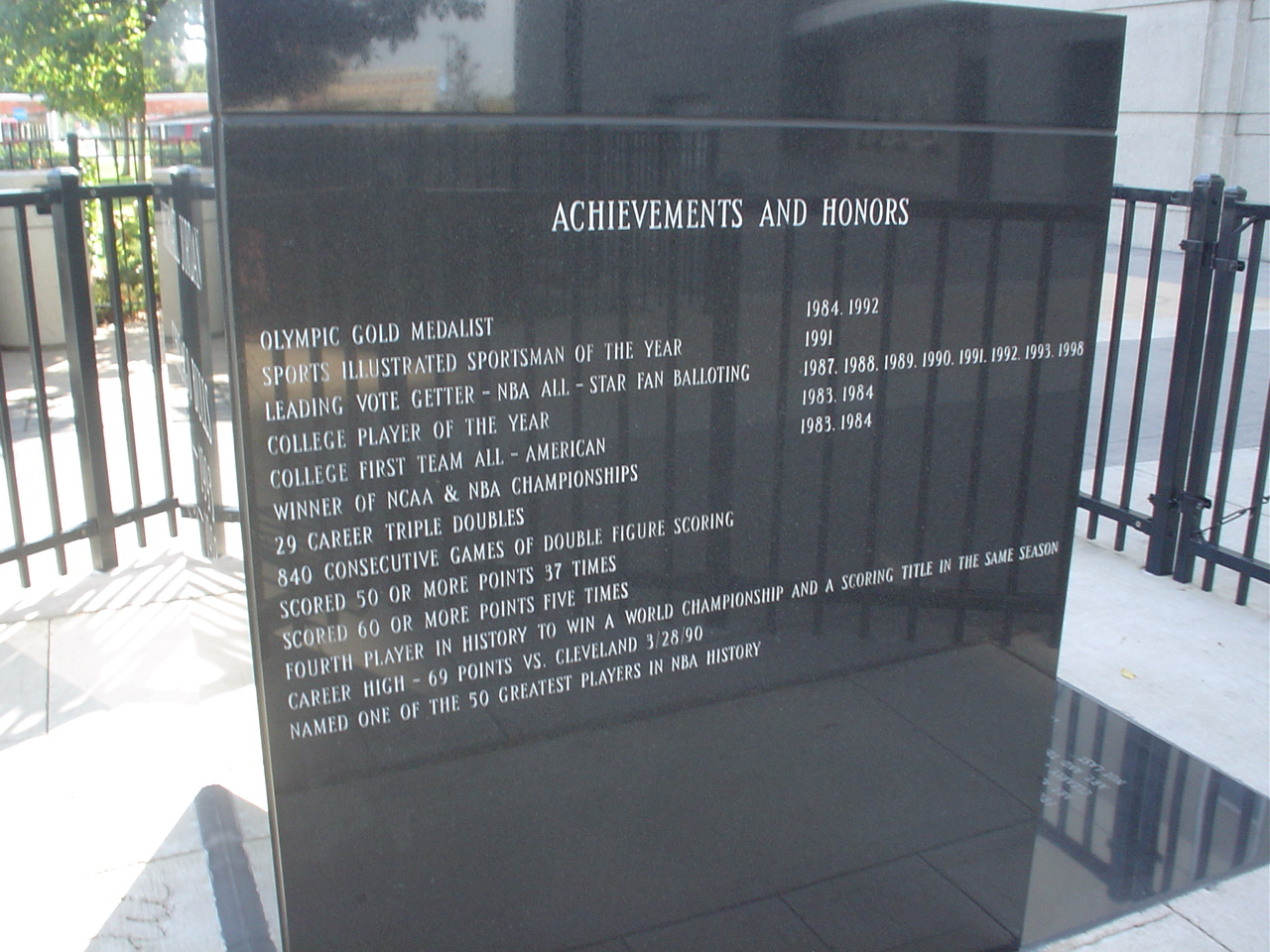
Tablica przed halą United Center w Chicago przedstawiająca osiągnięcia sportowe Michaela Jordana

Na podstawie, o ile nie zaznaczono inaczej.

### NCAA
- Mistrz:
  - NCAA (1982)[12]
  - turnieju konferencji Atlantic Coast (ACC – 1982)
  - sezonu regularnego ACC (1982–1984)
- Uczestnik:
  - rozgrywek Elite Eight turnieju NCAA (1982, 1983)
  - rozgrywek Sweet Sixteen turnieju NCAA (1982–1984)
- Koszykarz Roku:
  - NCAA:
    - im. Naismitha (1984)[13]
    - im. Johna R. Woodena (1984)[14]
    - według:
      - Associated Press (AP – 1984)[15]
      - National Associatiob of Basketball Coaches (NABC – 1984)[16]
      - Sporting News (SN – 1983, 1984)[17]
      - United Press International (UPI – 1984)[18]
      - United States Basketball Writers Association (USBWA – 1984)[19]

    - Adolph Rupp Trophy (1984)[20]

  - Konferencji ACC (1984)[21]
- Sportowiec Roku ACC (1984)
- Wybrany do:
  - I składu:
    - All-American (1983, 1984)[22]
    - NCAA Final Four (1982 przez AP)[23]

  - Galerii Sław Sportu uczelni Karoliny Północnej
- Debiutant roku konferencji ACC (1982)[24]
- Uczelnia zastrzegła należący do niego numer 23

### NBA
- 6-krotny mistrz NBA (1991–1993, 1996–1998)[25]
- MVP:
  - sezonu zasadniczego (1988, 1991–1992, 1996, 1998)[26]
  - finałów NBA (1991–1993, 1996–1998)[25]
  - NBA All-Star Game (1988, 1996, 1998)[27]
  - turnieju McDonald’s Open Championships w Paryżu (1997)[28]
  - miesiąca NBA (listopad 1986, 1987, 1992, 1996, grudzień 1989, 1990, 1998, styczeń 1988, 1996, luty 1987, marzec 1989–1992, 1998, kwiecień 1991 – 16x)[29]
- 14-krotnie wybierany do udziału w NBA All-Star Game (1985-1993, 1996–1998, 2002-03)[30]. Z powodu kontuzji nie wystąpił w 1986 roku.
- Obrońca roku NBA (1988)[31]
- Zaliczony do:
  - I składu:
    - NBA (1987-1993, 1996-1998 – 10x)[32]
    - defensywnego NBA (1988-1993, 1996–1998 – 9x)[33]
    - debiutantów NBA (1985)[34]

  - II składu NBA (1985)[32]
- Debiutant roku NBA (1985)[35]
- dwukrotny zdobywca NBA IBM Award (1985, 1989)[36]
- Lider:
  - sezonu zasadniczego w średniej:
    - punktów (1988-1993, 1996–1998 – 10x)[37]
    - przechwytów (1988, 1990, 1993)[38]

  - play-off w:
    - średniej:
      - zdobytych punktów (1986, 1987, 1989–1993, 1996–1998)[39]
      - przechwytów (1985, 1990)[40]

    - liczbie celnych rzutów wolnych (1989, 1996, 1998)[41]
- Zwycięzca:
  - konkursu wsadów podczas NBA All-Star Weekend (1987, 1988)[42]
  - turnieju McDonald’s Open Championships w Paryżu (1997)[28]
- trzykrotny debiutant miesiąca NBA (listopad 1984, styczeń 1985, marzec 1985)[43]
- Klub Chicago Bulls zastrzegł należący do niego w numer 23[44]
- Zaliczony do:
  - grona 50 Najlepszych Zawodników w Historii NBA (NBA’s 50th Anniversary All-Time Team – 1996)[45]
  - składu najlepszych zawodników w historii NBA, wybranego z okazji obchodów 75-lecia istnienia ligi (2021)[46]

### Inne
- Sportowiec Roku:
  - Sports Illustrated (1991)
  - Associated Press (1991–1993)
- Wybrany do:
  - Galerii Sław Koszykówki FIBA (2015)[47]
  - Koszykarskiej Galerii Sław im. Jamesa Naismitha (Naismith Memorial Basketball Hall Of Fame – 2009)[48]

### Reprezentacja
- Mistrz:
  - olimpijski (1984[49], 1992[50])
  - Ameryki (1992)[51]
  - igrzysk panamerykańskich (1983)[52]
- dwukrotny Atleta Roku – USA Basketball Male Athlete of the Year (1983, 1984)[53]
- Wybrany do Koszykarskiej Galerii Sław jako członek drużyny olimpijskiej z 1992 (Naismith Memorial Basketball Hall Of Fame – 2010)[54]

### Rekordy NBA
- Najwięcej celnych rzutów wolnych (20) oddanych w trakcie jednego spotkania (przeciw Miami Heat – 30.12.1992)
- Najwięcej oddanych rzutów wolnych (23) oddanych w trakcie jednego spotkania (przeciw Miami Heat – 30.12.1992)
- Największa liczba przechwytów (8) uzyskanych w trakcie jednej połowy spotkania (współrekordzista NBA z 10 zawodnikami, przeciw Boston Celtics – 9.11.1988)
- Najwięcej spotkań:
  - zakończonych z dorobkiem 30+ punktów (562)
  - z rzędu z dorobkiem 10+ punktów (866 – 25.03.1986 – 26.12.2001)
- Najstarszy lider strzelców NBA (35 lat, 61 dni – 19.04.1998)
- Najstarszy zawodnik:
  - który zdobył 50+ punktów (51, punktów przeciw New Orleans Hornets, 38 lat, 315 dni)
  - który zdobył 40+ punktów (43, przeciw New Jersey Nets, 40 lat, 4 dni)
- Najwięcej sezonów:
  - ze średnią 30+ punktów (8)
  - z rzędu ze średnią 30+ punktów (7 – współrekordzista z Wiltem Chamberlainem)
  - jako lider strzelców ligi (10)
  - z rzędu jako lider strzelców ligi (7 – współrekordzista z Wiltem Chamberlainem)
  - jako lider NBA w liczbie celnych rzutów z gry (10)
  - z rzędu jako lider NBA w liczbie celnych rzutów z gry (7 – współrekordzista z Wiltem Chamberlainem)
  - jako lider NBA w liczbie oddanych rzutów z gry (9)
- Największa liczba bloków:
  - w karierze uzyskana przez obrońcę (893)
  - uzyskana przez obrońcę w trakcie jednego sezonu (131 – 1987/88)
- Lider tabeli wszech czasów w średniej punktów:
  - 30,12 pkt na mecz
  - w fazie play-off – 33,4 pkt na mecz
- Jedyny w historii obrońca, który w jednym sezonie odnotował jednocześnie ponad 100 bloków (125) i ponad 200 (236) przechwytów
- Jeden z zaledwie dwóch zawodników (Allen Iverson – 2001, 2002) w historii, którzy w trakcie pojedynczego sezonu zostali liderami NBA zarówno w kategorii punktów, jak i przechwytów (1988, 1990, 1993)
- Jeden z zaledwie czterech debiutantów w historii, którzy zakończyli sezon z dorobkiem 20+ punktów, 5+ zbiórek, 5+ asyst (pozostali to: Oscar Robertson, LeBron James, Tyreke Evans)
- Najwięcej wyborów do All-NBA Defensive First Team (9 – współrekordzista z Kobe Bryantem, Garym Paytonem oraz Kevinem Garnettem)

## Statystyki
Na podstawie

### Sezon regularny
| Sezon   | Drużyna    | M    | S5   | MPG  | FG%   | 3P%   | FT%   | RPG | APG | SPG | BPG | PPG  |
| ------- | ---------- | ---- | ---- | ---- | ----- | ----- | ----- | --- | --- | --- | --- | ---- |
| 1984/85 | Chicago    | 82   | 82   | 38,3 | 51,5% | 17,3% | 84,5% | 6,5 | 5,9 | 2,4 | 0,8 | 28,2 |
| 1985/86 | Chicago    | 18   | 7    | 25,1 | 45,7% | 16,7% | 84,0% | 3,6 | 2,9 | 2,1 | 1,2 | 22,7 |
| 1986/87 | Chicago    | 82   | 82   | 40,0 | 48,2% | 18,2% | 85,7% | 5,2 | 4,6 | 2,9 | 1,5 | 37,1 |
| 1987/88 | Chicago    | 82   | 82   | 40,4 | 53,5% | 13,2% | 84,1% | 5,5 | 5,9 | 3,2 | 1,6 | 35,0 |
| 1988/89 | Chicago    | 81   | 81   | 40,2 | 53,8% | 27,6% | 85,0% | 8,0 | 8,0 | 2,9 | 0,8 | 32,5 |
| 1989/90 | Chicago    | 82   | 82   | 39,0 | 52,6% | 37,6% | 84,8% | 6,9 | 6,3 | 2,8 | 0,7 | 33,6 |
| 1990/91 | Chicago    | 82   | 82   | 37,0 | 53,9% | 31,2% | 85,1% | 6,0 | 5,5 | 2,7 | 1,0 | 31,5 |
| 1991/92 | Chicago    | 80   | 80   | 38,8 | 51,9% | 27,0% | 83,2% | 6,4 | 6,1 | 2,3 | 0,9 | 30,1 |
| 1992/93 | Chicago    | 78   | 78   | 39,3 | 49,5% | 35,2% | 83,7% | 6,7 | 5,5 | 2,8 | 0,8 | 32,6 |
| 1994/95 | Chicago    | 17   | 17   | 39,3 | 41,1% | 50,0% | 80,1% | 6,9 | 5,3 | 1,8 | 0,8 | 26,9 |
| 1995/96 | Chicago    | 82   | 82   | 37,7 | 49,5% | 42,7% | 83,4% | 6,6 | 4,3 | 2,2 | 0,5 | 30,4 |
| 1996/97 | Chicago    | 82   | 82   | 37,9 | 48,6% | 37,4% | 83,3% | 5,9 | 4,3 | 1,7 | 0,5 | 29,6 |
| 1997/98 | Chicago    | 82   | 82   | 38,8 | 46,5% | 23,8% | 78,4% | 5,8 | 3,5 | 1,7 | 0,5 | 28,7 |
| 2001/02 | Washington | 60   | 53   | 34,9 | 41,6% | 18,9% | 79,0% | 5,7 | 5,2 | 1,4 | 0,4 | 22,9 |
| 2002/03 | Washington | 82   | 67   | 37,0 | 44,5% | 29,1% | 82,1% | 6,1 | 3,8 | 1,5 | 0,5 | 20,0 |
| Razem   |            | 1072 | 1039 | 38,3 | 49,7% | 32,7% | 83,5% | 6,2 | 5,3 | 2,3 | 0,8 | 30,1 |

### Play-offy
| Sezon | Drużyna | M   | S5  | MPG  | FG%   | 3P%   | FT%   | RPG | APG | SPG | BPG | PPG  |
| ----- | ------- | --- | --- | ---- | ----- | ----- | ----- | --- | --- | --- | --- | ---- |
| 1985  | Chicago | 4   | 4   | 42,8 | 43,6% | 12,5% | 82,8% | 5,8 | 8,5 | 2,8 | 1,0 | 29,3 |
| 1986  | Chicago | 3   | 3   | 45,0 | 50,5% | 100%  | 87,2% | 6,3 | 5,7 | 2,3 | 1,3 | 43,7 |
| 1987  | Chicago | 3   | 3   | 42,7 | 41,7% | 40,0% | 89,7% | 7,0 | 6,0 | 2,0 | 2,3 | 35,7 |
| 1988  | Chicago | 10  | 10  | 42,7 | 53,1% | 33,3% | 86,9% | 7,1 | 4,7 | 2,4 | 1,1 | 36,3 |
| 1989  | Chicago | 17  | 17  | 42,2 | 51,0% | 28,6% | 79,9% | 7,0 | 7,6 | 2,5 | 0,8 | 34,8 |
| 1990  | Chicago | 16  | 16  | 42,1 | 51,4% | 32,0% | 83,6% | 7,2 | 6,8 | 2,8 | 0,9 | 36,7 |
| 1991  | Chicago | 17  | 17  | 40,5 | 52,4% | 38,5% | 84,5% | 6,4 | 8,4 | 2,4 | 1,4 | 31,1 |
| 1992  | Chicago | 22  | 22  | 41,8 | 49,9% | 38,6% | 85,7% | 6,2 | 5,8 | 2,0 | 0,7 | 34,5 |
| 1993  | Chicago | 19  | 19  | 41,2 | 47,5% | 38,9% | 80,5% | 6,7 | 6,0 | 2,1 | 0,9 | 35,1 |
| 1995  | Chicago | 10  | 10  | 42,0 | 48,4% | 36,7% | 81,0% | 6,5 | 4,5 | 2,3 | 1,4 | 31,5 |
| 1996  | Chicago | 18  | 18  | 40,7 | 45,9% | 40,3% | 81,8% | 4,9 | 4,1 | 1,8 | 0,3 | 30,7 |
| 1997  | Chicago | 19  | 19  | 42,3 | 45,6% | 19,4% | 83,1% | 7,9 | 4,8 | 1,6 | 0,9 | 31,1 |
| 1998  | Chicago | 21  | 21  | 41,5 | 46,2% | 30,2% | 81,2% | 5,1 | 3,5 | 1,5 | 0,6 | 32,4 |
| Razem |         | 179 | 179 | 41,8 | 48,7% | 33,2% | 82,8% | 6,4 | 5,7 | 2,1 | 0,9 | 33,4 |

### Rekordy kariery
| Sezon regularny       |                                |
| Punkty                | 69 (vs Cleveland Cavaliers)    |
| Rzuty (celne)         | 27 (vs Orlando Magic)          |
| Rzuty (oddane)        | 49 (vs Orlando Magic)          |
| Rzuty za „3” (celne)  | 7 (vs Golden State Warriors)   |
| Rzuty za „3” (oddane) | 12 (vs Golden State Warriors)  |
| Celne wolne           | 26 (vs New Jersey Nets)        |
| Rzuty wolne           | 27 (vs New Jersey Nets)        |
| Zbiórki ofensywne     | 8 (4 razy)                     |
| Zbiórki defensywne    | 14 (vs New Jersey Nets)        |
| Zbiórki               | 18 (2 razy)                    |
| Asysty                | 17 (vs Portland Trail Blazers) |
| Przechwyty            | 10 (vs New Jersey Nets)        |
| Bloki                 | 6 (vs Seattle SuperSonics)     |
| Minut na boisku       | 56 (vs Utah Jazz)              |

## Kariera biznesowa
W styczniu 1984, gdy Jordan był jeszcze na trzecim roku studiów, współpracownik firmy Nike Sonny Vaccaro przekonał decydentów w firmie, że warto zainwestować całą sumę przeznaczoną na kontrakty z młodymi zawodnikami na indywidualny kontrakt z Michaelem Jordanem i stworzenie linii dedykowanych mu produktów. W sierpniu tego roku prawnik David Falk wymyślił nazwę „Air Jordan”. Wczesną jesienią 1984 mimo rezerwy Jordana umowa została podpisana; opiewała na 2,5 mln dol. inwestowanych w ciągu pięciu lat, dywidendy roczne oraz 25% tantiemów od każdej pary sprzedanych butów. Jordan pierwszy raz wyszedł na koszykarski parkiet w butach Air Jordan I. Od tego czasu „Jordany” stały się jednym z topowych modeli butów sportowych. Znakomita gra Jordana od początku kariery w NBA połączona z kampanią marketingową firmy sprawiła, że już w ciągu pierwszych trzech lat sprzedaż butów przyniosła 150 mln dol.
Kolejne lata przyniosły nowe kontrakty i stworzenie prawdziwego imperium sportowo-biznesowego z marką Jordan Brand, czy siecią sklepów The Flight 23. Oprócz Nike Jordan reklamował także produkty firm, takich jak m.in.: McDonald’s, Coca-Cola, Chevrolet i Gatorade.
Tuż po zakończeniu gry w Bulls jego majątek szacowano na 500 mln dol., zaś w 2014 miesięcznik „Forbes” ogłosił, że Jordan jest wart ponad 1 mld dol. W 2020 „Forbes” oszacował majątek Jordana na 2,1 mld dol., co plasowało go na 1001. miejscu listy miliarderów.
W 2017 został udziałowcem baseballowej drużyny Miami Marlins, która występuje w Major League Baseball.

## Kontrowersje
Po Meczu Gwiazd 1985, liderujący drużynie Wschodu Isiah Thomas, w której zadebiutował Jordan, został oskarżony, iż był prowodyrem działań mających zdyskredytować umiejętności Jordana, głównie poprzez niepodawanie mu piłek. Sam Jordan nigdy nie potwierdził ani nie zaprzeczył tym informacjom. Thomas nie został wybrany do pierwszego Dream Teamu, w 1992, prawdopodobnie ze względu na niechęć Jordana do występowania z nim w jednym zespole, będącą konsekwencją wcześniejszych zatargów między koszykarzami.

## Życie prywatne
W sierpniu 1993 jego ojciec James Jordan został znaleziony martwy w jeziorze w pobliżu Bennettsville z ranami postrzałowymi.
We wrześniu 1989 ożenił się z Juanitą Vanoy. Mają dwóch synów, Jeffreya Michaela (ur. 1988) i Marcusa Jamesa (ur. 1990) oraz córkę Jasmine (ur. 1992). Jordanowie złożyli pozew o rozwód 4 stycznia 2002, ale odstąpili od tego zamiaru. Ostatecznie jednak rozwiedli się 29 grudnia 2006. Na skutek decyzji sądu Juanita Jordan otrzymała po rozwodzie sumę 168 mln dol..
Obaj jego synowie uczęszczali do Loyola Academy, prywatnej katolickiej szkoły w Wilmette, Illinois. Jeffrey ukończył ją w 2007, a następnie studiował na University of Illinois, gdzie występował w tamtejszej drużynie koszykówki. Obecnie mieszka w Portland, gdzie pracuje dla firmy Nike. Marcus przeniósł się do Whitney Young High School po drugim roku i ukończył ją w 2009, a potem studiował na University of Central Florida w Orlando.
27 kwietnia 2013 Jordan ożenił się drugi raz, z długoletnią przyjaciółką, modelką kubańskiego pochodzenia Yvette Prieto. 11 lutego 2014 urodziły im się bliźniaczki, Victoria i Ysabel.
Zamieszkał w Highland Park w stanie Illinois.

## Występy w filmach

### Aktor
- 2020: Ostatni Taniec (Last Dance) jako on sam
- 2004: NBA Dynasty Series – Chicago Bulls: The 1990s jako on sam
- 2004: NBA prosto z ulicy: Czarodzieje Boiska cz. 1 (NBA Street Series: Ankle Breakers vol.1) jako on sam
- 2003: Looney Tunes znowu w akcji (Looney Tunes: Back in Action) jako on sam
- 2000: Michael Jordan na Maxa (Michael Jordan to the Max) jako on sam
- 1999: NBA: Jego Wysokość Jordan (NBA: Jordan His Airness) jako on sam
- 1998: Gra o honor (He Got Game) jako on sam
- 1996: Kosmiczny mecz (Space Jam) jako on sam
- 1994: NBA Super Slams 2 jako on sam
- 1993: Dangerous: The Short Films jako on sam
- 1993: Michael Jordan: Air Time jako on sam
- 1992: Malcolm X jako on sam
- 1991: Super Slams of the NBA jako on sam
- 1989: Michael Jordan: Come Fly with Me jako on sam

### Aktor (zdjęcia archiwalne)
- 2003: 200 Greatest Pop Culture Icons jako on sam

### Aktor (gościnnie)
- 2002: A Season on the Brink jako on sam
- 2007: On, ona i dzieciaki jako on sam

## Odznaczenia
- Prezydencki Medal Wolności – 2016[62]